# 聖羅薩 (明尼蘇達州)
聖羅薩（英語：St. Rosa）是一個位於美國明尼蘇達州斯特恩斯縣的城市。

## 人口
根據2020年美國人口普查的數據，聖羅薩的面積為0.967平方千米，當中陸地面積為0.953平方千米，而水域面積為0.014平方千米。當地共有人口58人，而人口密度為每平方千米60人。